# فرانشيسكو دي تاتشيو
فرانشيسكو دي تاتشيو (بالإيطالية: Francesco Di Tacchio)‏ (20 أبريل 1990 ببارليتا في إيطاليا - ) هو لاعب كرة قدم إيطالي في مركز الهجوم. شارك مع منتخب إيطاليا تحت 20 سنة لكرة القدم. أما مع النوادي، فقد لعب مع فيورنتينا ونادي أسكولي ونادي بيروجيا ونادي بيزا ونادي فروسينوني ونادي فيرتوس إينتيلا ويوفي ستابيا.

## وصلات خارجية
- فرانشيسكو دي تاتشيو على موقع قاعدة بيانات كرة القدم.إي يو (الإنجليزية)
- فرانشيسكو دي تاتشيو على موقع Soccerway.com (الإنجليزية)
- فرانشيسكو دي تاتشيو على موقع عالم كرة القدم.نت (الإنجليزية)